# Ahmad bin Ali Stadium
Ahmad bin Ali Stadium (arabiska: ملعب أحمد بن علي), även känd som Al Rayyan Stadium är en idrottsarena i Al Rayyan i Qatar. Stadion har en kapacitet på 40 000 åskådare, Arenan var en av spelplatserna under världsmästerskapet i fotboll 2022. Arenan är, förutom det,  hemmaarena för fotbollsklubbarna Al Rayyan SC och Alkharitiyat SC. Ahmad bin Ali Stadium höll under världsmästerskapet i fotboll 2022 7 matcher, varav den första var den 21 november och den sista 3 december. Mer än 90 procent av materialet som arenan byggdes av återvanns eller återanvändes.